# Ormocarpum
Genre
Classification phylogénétique
Ormocarpum est un genre de plantes à fleurs dicotylédones de la famille des Fabaceae (légumineuses), sous-famille des Faboideae, originaire des régions tropicales d'Afrique et d'Asie, qui comprend une vingtaine d'espèces acceptées.

## Liste des espèces
Selon The Plant List (18 décembre 2018) :
- Ormocarpum acuminatum Polhill
- Ormocarpum bernierianum (Baill.) Du Puy & Labat
- Ormocarpum caeruleum Balf.f.
- Ormocarpum cochinchinense (Lour.) Merr.
- Ormocarpum dhofarense Hillc. & J.B.Gillett
- Ormocarpum drakei R.Vig.
- Ormocarpum flavum J.B.Gillett
- Ormocarpum guineense (Willd.) Hutch. & Dalziel ex Baker f.
- Ormocarpum keniense J.B.Gillett
- Ormocarpum kirkii S.Moore
- Ormocarpum klainei Tisser.
- Ormocarpum megalophyllum Harms
- Ormocarpum muricatum Chiov.
- Ormocarpum pubescens (Hochst.) Cufod.
- Ormocarpum schliebenii Harms
- Ormocarpum sennoides (Willd.) DC.
- Ormocarpum somalense J.B.Gillett
- Ormocarpum suberosum Teijsm. & Binn.
- Ormocarpum trachycarpum (Taub.) Harms
- Ormocarpum trichocarpum (Taub.) Engl.
- Ormocarpum verrucosum P.Beauv.
- Ormocarpum yemenense J.B.Gillett
- Ormocarpum zambesianum Verdc.